# Agropoli
Agropoli es una ciudad italiana situada en la provincia de Salerno, en Campania. Tiene una población estimada, a fines de octubre de 2022, de 21 242 habitantes.
Está ubicada a orillas del mar Tirreno.

## Historia

### Antigüedad
El promontorio en el que está situada Agropoli ha estado habitado desde el Neolítico. Parece, sin embargo, que no fue hasta finales de la Edad del Bronce y la Edad del Hierro que fue habitado de forma permanente, por un pueblo dedicado a la caza y la pesca.
Al este del promontorio, en la desembocadura del río Testene, existe una bahía resguardada, llamada Foce en tiempos antiguos. Tanto antes como después de la fundación de la cercana Poseidonia (circa 625 a. C.), los griegos la usaron para comerciar con la población local. Dieron al promontorio el nombre griego de Petra y construyeron un templo sobre él, dedicado a Artemisa, la diosa de la caza.
Se ha podido determinar que durante la época romana, en la franja costera, al este de la formación rocosa, se desarrolló entre el siglo I a. C. y el siglo V una ciudad entonces conocida como Ercula. Ese lugar en la actualidad se conoce como San Marco. Mientras tanto, el puerto de Poseidonia, renombrada como Paestum por los romanos, fue rellenado progresivamente por un proceso de bradiseismo.

### Edad Media
Durante el siglo V, cuando el hostigamiento de los vándalos hizo la vida difícil en Ercula, sus habitantes se retiraron hacia el promontorio, que ofrecía mayores facilidades para su defensa. En el siglo VI, durante la guerra greco-goda, Bizancio necesitaba un puerto seguro y bien protegido al sur de Salerno, por lo que fortificaron este y lo llamaron Akropolis, que significa "ciudad alta".
Agropoli permaneció bajo el poder de Bizancio hasta 882, cuando la ciudad cayó bajo dominio sarraceno, que la convirtieron en una importante fortaleza (رباط, rabat, en árabe). Desde ese  se convirtió en base de operaciones para saquear y hostigar las zonas cercanas, llegando hasta las murallas de Salerno. Finalmente, en 915, fueron expulsados de su campamento fortificado en Garigliano y Agropoli volvió a estar bajo la jurisdicción de los obispos, que habían establecido su sede en la antigua Capaccio.
Durante el resto del período medieval, la zona permaneció bajo la protección de los obispos, que poseían amplísimos territorios, incluidas algunas áreas despobladas de Eredita y Oligastro y los antiguos pueblos de Lucolo, Mandrolle, Pastina, San Marco en Agropoli y San Pietro en Eredita. Esta área conformaba el distrito feudal de Agropoli, que había sido cedido a los obispos de Capaccio durante la época normanda y que se mantuvo en su poder casi sin interrupción hasta las primeras décadas del siglo XV. En 1412, el Papa Gregorio XII cedió los territorios de Agropoli y Castellabate al rey Ladislao I de Nápoles como pago parcial por ciertas deudas de guerra. No obstante, la corona no tomó posesión formalmente de los territorios hasta 1443 y, antes de ello, el 20 de julio de 1436, el rey Alfonso V de Nápoles había prometido los feudos de Agropoli y Castellabate a Giovanni Sansaverino, conde de Marsico y barón de Cilento, solicitando de él el pago de doce onzas de oro al año al obispo de Capaccio.

### Edad Moderna
En 1445 la ciudad, incluyendo las poblaciones que dependían de ella, tenía un total de 202 hogares y un número similar de familias habitaba en ella. Desde su entrega a Giovanni Sansaverino, Agropoli y los terrenos de su feudo pertenecieron a la familia Sansaverino hasta que en 1552 se acusó al príncipe Ferrante de traición y se le obligó a abandonar sus posesiones. Después de ello, Agropoli pasó en rápida sucesión por una serie de familias, como los Grimaldi, hasta quedar bajo el dominio de los Sanfelice, duques de Laureana, que la poseyeron desde 1660 hasta la abolición del feudalismo en 1806.
Agropoli fue objetivo de numerosas incursiones procedentes del norte de África durante los siglos XVI y XVII, lo que hizo que la población disminuyera hasta unos pocos centenares de habitantes. Entre estos asaltos cabe destacar el del 21 de abril de 544, donde la ciudad fue saqueada y se hicieron unos cien prisioneros, y el del 30 de junio de 1630, donde los habitantes de Agropoli, con la ayuda de una fuerza de hombres de Cilento, consiguieron derrotar y repeler a 700 piratas turcos, que no obstante huyeron con un importante botín y algunos prisioneros.

### Edad Contemporánea

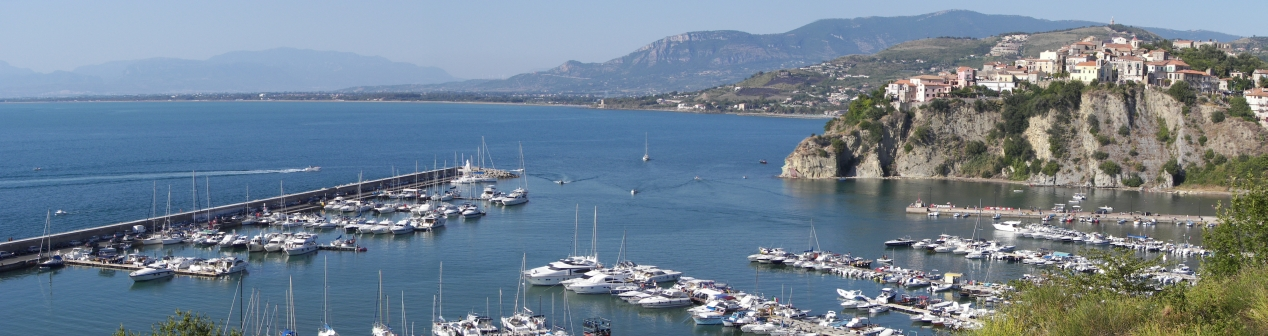
Vista de la ciudad con el puerto.

Durante el siglo XIX, Agropoli comenzó a expandirse más allá de sus murallas medievales, pero la ciudad antigua se ha conservado intacta, junto con los muros defensivos y la puerta de entrada construida en el siglo VII.

## Evolución demográfica
| Gráfica de evolución demográfica de Agropoli entre 1861 y 2022 |
|                                                                |
| Fuente: ISTAT - Elaboración gráfica de Wikipedia               |